# Ivád
Ivád là một thị trấn thuộc hạt Heves, Hungary. Thị trấn này có diện tích 11,94 km², dân số năm 2010 là 369 người, mật độ 31 người/km².